# SUNRISE BEYOND
株式会社SUNRISE BEYOND（サンライズビヨンド、英: SUNRISE BEYOND INC.）は、かつて存在した日本のアニメ制作会社。株式会社バンダイナムコフィルムワークスの完全子会社であった。

## 歴史
2018年11月20日、親会社であるサンライズ（後のバンダイナムコフィルムワークス）がXEBECのポストプロダクション部門を除く映像制作事業を譲受すると発表した（その後撮影部門、練馬スタジオ、仕上部門および過去作品の著作権を除くアニメーション作画・制作管理部門の譲受に変更）。
2019年3月1日に子会社として当社を設立し、4月1日付で上記の事業を継承した。
2021年10月18日にサンライズが新本社「ホワイトベース」（東京都杉並区荻窪4丁目30番16号藤澤ビル内）を稼働させたことに伴い、サンライズ・BNP・SUNRISE BEYOND・サンライズミュージックのグループ4社の本社を同所に集約することになり、SUNRISE BEYONDは2022年7月に東京都西東京市西原町1丁目4番1号鵜野ビルから移転した。
2024年4月1日付でバンダイナムコフィルムワークスに吸収合併され解散。これにより、SUNRISE BEYOND時代のOLM作品を降板。

## 作品履歴

### テレビアニメ
| 開始年 | 放送期間         | タイトル                                   | 監督     | アニメーション プロデューサー | 備考             |
| ------ | ---------------- | ------------------------------------------ | -------- | ----------------------------- | ---------------- |
| 2020年 | 10月 - 2021年3月 | キングスレイド 意志を継ぐものたち          | 星野真   | 草壁匠                        | 共同制作：OLM    |
| 2021年 | 10月 - 12月      | 境界戦機                                   | 羽原信義 | 小松紘起                      |                  |
| 2022年 | 4月 - 5月        | 機動戦士ガンダム 鉄血のオルフェンズ 特別編 | 長井龍雪 | N/A                           | 本放送の再編集版 |
| 2022年 | 4月 - 6月        | 境界戦機（第二部）                         | 羽原信義 | 小松紘起                      |                  |
| 2023年 | 10月 - 12月      | 最果てのパラディン 鉄錆の山の王            | 岩永彰   | 草壁匠                        | 共同制作：OLM    |

### Webアニメ
| 配信年 | タイトル                            | 監督     | アニメーション プロデューサー | 備考       |
| ------ | ----------------------------------- | -------- | ----------------------------- | ---------- |
| 2019年 | ガンダムビルドダイバーズRe:RISE     | 綿田慎也 | 岡本拓也                      | 1st Season |
| 2020年 | ガンダムビルドダイバーズRe:RISE     | 綿田慎也 | 岡本拓也                      | 2nd Season |
| 2020年 | ガンダムビルドダイバーズ バトローグ | 大張正己 | N/A                           |            |
| 2023年 | 境界戦機 極鋼ノ装鬼                 | 大張正己 | N/A                           |            |
| 2023年 | ガンダムビルドメタバース            | 大張正己 | N/A                           |            |